# Testerača
Testeračе, takođe poznate kao stolarske ajkule, su familija raža karakteristične po dugom, uskom, pljosnatom rostrumu, ili nosnom produžetku, obrubljenom sa oštrim poprečnim zubima, uređenim na način koji podseća na testeru. One su među najvećim ribama pri čemu neke vrste dosežu dužinu od oko 7—7,6 m (23—25 ft). Nalaze se širom sveta u tropskim i suptropskim regijama u priobalnim morskim i braktičnim vodama estuara, kao i u slatkovodnim rekama i jezerima.
Ne treba ih poistovećivati sa testerastom morskim psima (iz reda Pristiophoriformes) ili sa izumrlim pripadnicima reda Sclerorhynchiformes koji imaju sličan izgled, ili sabljarkama (porodica Xiphiidae) koje imaju sličan naziv, ali vrlo različit izgled.
Testeračе su relativno sporo razmnožavaju i ženke rađaju žive mlade. One se hrane ribom i beskičmenjacima koje otkrivaju i hvataju koristeći svoje testere. One su uglavnom bezopasne za ljude, ali mogu naneti ozbiljne povrede kada se uhvate i brane testerom.
Testeračе su bile poznate i lovljene hiljadama godina, i igraju važnu mitološku i duhovnu ulogu u mnogim društvima širom sveta.
Nekad široko zastupljene, testeračе su doživele drastično opadanje populacije zadnjih decenija, i jedina preostala jaka uporišta su u Severnoj Australiji i Floridi, Sjedinjene Države. Pet postojećih vrsta se ocenjuju kao ugrožene ili kritično ugrožene prema podacima IUCN. One se love radi njihovih peraja (supa od peraja ajkule), upotrebe delova kao tradicionalna medicina, njihovih zuba i testere. One se takođe suočavaju sa gubitkom staništa. Testeračе su uvrštene u  od 2007. godine, čime se ograničava međunarodna trgovina njima i njihovim delovima. One su zaštićene u Australiji, Sjedinjenim Američkim Državama i nekoliko drugih zemalja, što znači da se morska riba koja je slučajno uhvaćena mora osloboditi, a kršenja mogu biti kažnjena velikim kaznama.

## Taksonomija i etimologija
Naučna imena familije testerača Pristidae i njegong tipskog roda Pristis su izvedena iz грч. πρίστης, prístēs sa značenjem testera, testeraš.
Uprkos njihovom izgledu, testerače su raže (nadred Batoidea). Porodica testerača je tradicionalno smatrana jedinim postojećim članom reda Pristiformes, ali su odnedavno podvedene u red Rhinopristiformes, koji je sada uključen u porodicu testerača, kao i porodice Rhinobatidae, Rhinidae, Trygonorrhinidae i slično. Testerače u znatnoj meri nalikuju na Rhinobatidae, ako se izuzme testera, i njihov zajednički predak verovatno je bio sličan guitarskoj ribi.

### Postojeće vrste
Taksonomija na nivou vrsta u porodici testerača je istorijski izazvala veliku konfuziju i često se opisivala kao haotična. Tek je 2013. godine čvrsto uspostavljeno da postoji u pet vrsta u dva roda.
Anoxypristis sadrži jednu živu vrstu koja je istorijski bila uključena u Pristis, ali dva roda su morfološki i genetički vrlo različita. Danas Pristis sadrži četiri postojeće, validne vrste podeljene u dve grupe vrsta. Tri su vrste u malojzubnoj grupi, a samo jedna u velikozubnoj grupi. Tri loše definisane vrste su ranije bile prepoznate u velikozubnoj grupi, ali je 2013. godine pokazano da se P. pristis, P. microdon i P. perotteti ne razlikuju po morfologiji niti genetici. Kao posledica toga, odnedavno se P. microdon i P. perotteti tretiraju kao sinonimi P. pristis.
| Rod i grupa vrsta | Rod i grupa vrsta | Slika        | Naučno ime | Uobičajeno ime (najčešće korišćena imena su navedena prvo)  | IUCN status                             | Distribucija                    | Glavna staništa   |
| ----------------- | ----------------- | ------------ | --- | ----------------------------------------------------------- | --------------------------------------- | ------------------------------- | ----------------- |
|                   |                   |              | (, 1794) | Uska testerača, testerača noževskih zuba, šiljata testerača | Ugrožena                                | Indo-Pacifik                    | Morske vode, ušća |
|                   | Malozubne         |              | , 1906 | Patuljasta testerača, Kvinslendska testerača                | Ugrožena                                | Indo-Pacifik                    | Morske vode, ušća |
|                   | Malozubne         | Latham, 1794 | Malozubna testerača | Kritično ugrožena                                           | Atlantik                                | Morske vode, ušća               |                   |
|                   | Malozubne         | Bleeker, 1851       | Zelena testerača, dugočešljasta testerača, uskonjušna testerača, maslinasta testerača                                                        | Kritično ugrožena                                           | Indo-Pacifik                            | Morske vode, ušća               |                   |
| Velikozubne       |                   | (Linnaeus, 1758)     | Velikozubna testerača, obična testerača, široka testerača, slatkovodna testerača, rečna testerača, Lejhgardtova testerača, severna testerača | Kritično ugrožena                                           | Atlantik, Indo-Pacifik, Istočni Pacifik | Morske vode, ušća, reke, jezera |                   |

## Literatura
- „Experts warn Australian sawfish close to dying out”. SBS News. 8. 1. 2019.
- Kyne, Peter (17. 4. 2014). „Australian endangered species: Largetooth Sawfish”. The Conversation.
- „Searching for the world's last remaining sawfish”. Animals. 18. 4. 2019.
- Sawfish Australian Marine Conservation Society
- Report your sawfish sighting to Sharks and Rays Australia
- Camhi, M.D; Valenti, S.V.; Fordham, S.V.; Fowler, S.L.; Gibson, C., ур. (фебруар 2007). „The Conservation Status of Pelagic Sharks and Rays” (PDF). Pelagic Shark Red List Workshop. Oxford, England: IUCN Shark Specialist Group. ISBN 978-0-9561063-1-5. Архивирано из оригинала (PDF) 14. 1. 2011. г. Приступљено 3. 4. 2012.
- Dulvy, N.K., Baum, J.K., Clarke, S., Compagno, L.J.V., Cortés, E., Domingo, A., Fordham, S., Fowler, S., Francis, M.P., Gibson, C., Martínez, J., Musick, J.A., Soldo, A., Stevens, J.D. and Valenti, S. (2008) „"You can swim but you can’t hide: The global status and conservation of oceanic pelagic sharks and rays"” (PDF). Aquatic Conservation: Marine and Freshwater Ecosystems. 18 (5).[мртва веза] : 459–482.
- FAO (2000) Conservation and Management of Sharks Technical Guidelines for Responsible Fisheries, Rome.  92-5-104514-3.
- Faria, Vicente V.; McDavitt, Matthew T.; Charvet, Patricia; Wiley, Tonya R.; Simpfendorfer, Colin A.; Naylor, Gavin J. P. (2013). „Species delineation and global population structure of Critically Endangered sawfishes (Pristidae)”. Zoological Journal of the Linnean Society. 167: 136—164. doi:10.1111/j.1096-3642.2012.00872.x.
- Fowler SL, Cavanagh RD, Camhi M, Burgess GH, Cailliet GM, Fordham SV, Simpfendorfer CA and Musick JA (comp. and ed.) (2005) Sharks, Rays and Chimaeras: The Status of the Chondrichthyan Fishes IUCN Shark Specialist Group, Status Survey.  2-8317-0700-5.
- Musick, John A and Bonfil, Ramón (2005) Management techniques for elasmobranch fisheries Fisheries Technical Paper 474, FAO, Rome.
- Teutscher, Frans (2004) "Sharks (Chondrichthyes)" In: World markets and industry of selected commercially-exploited aquatic species with an international conservation profile, Camillo Catarci. Fisheries Circular 990, FAO
- Endangered and Threatened Species Under NMFS’ Jurisdiction National Marine Fisheries Service, NOAA. Updated: 28 February 28, 2013.